# Bonplandia (Corrientes)
Bonplandia Corrientes es una revista científica ilustrada que publica trabajos originales o revisiones sobre distintas áreas de la botánica que es editada en Corrientes (Argentina) desde el año 1960.
Bonplandia, es una publicación del Instituto de Botánica del Nordeste (UNNE-CONICET), abierta a artículos originales sobre taxonomía, anatomía, morfología, fisiología, genética, citogenética, biotecnología aplicada y genómica funcional, etnobotánica, palinología, florística, ecología y otras áreas de la biología vegetal, referidos a todos los grupos de plantas y organismos relacionados (cianobacterias, algas, hongos y líquenes), tanto actuales como fósiles. Los artículos abarcan el continente americano y deben seguir un proceso de revisión por pares antes de ser publicados en la revista.   
Se edita un volumen anual con dos entregas semestrales, una en febrero y la otra en agosto.    
Los trabajos publicados en Bonplandia se encuentran idexados en:
- Latindex
- CAICYT - CONICET - Centro Argentino de Información Científica y Tecnológica
- SciELO - Scientific Electronic Library Online
- REDIB - Red Iberoamericana de Innovación y Conocimiento Científico
- DOAJ - Global Open Trusted
- JSTOR
- SJR - Scimago Journal & Country Rank
- Scopus
- Dialnet
- Redalyc - Red de revistas científicas de Acceso Abierto
- ERIHPLUS
- EBSCO